# Ankylosauria
Infra-ordre
Taxons de rang inférieur
- voir texte

Les Ankylosauria (ankylosauriens en français) forment un clade ou infra-ordre éteint de dinosaures ornithischiens herbivores caractérisés par un corps massif aplati doté d'une armure reposant sur de courtes et puissantes pattes. Ils sont apparus au Jurassique inférieur et certaines espèces ont vécu jusqu'à la fin du Crétacé.
Ils sont connus sur presque tous les continents, y compris l'Antarctique, mais à l'exception de l'Afrique.

## Étymologie
Du grec, ἀγκύλος / ankýlos, « rigide » et σαῦρος / saüros, « lézard » et du suffixe -ia.

## Liste de familles
- Ankylosauridae
- Nodosauridae
- Polacanthidae ou sous-famille des Polacanthinae rattachée au Nodosauridae[2],[3],[4],[5]
- Scelidosauridae ?

## Description

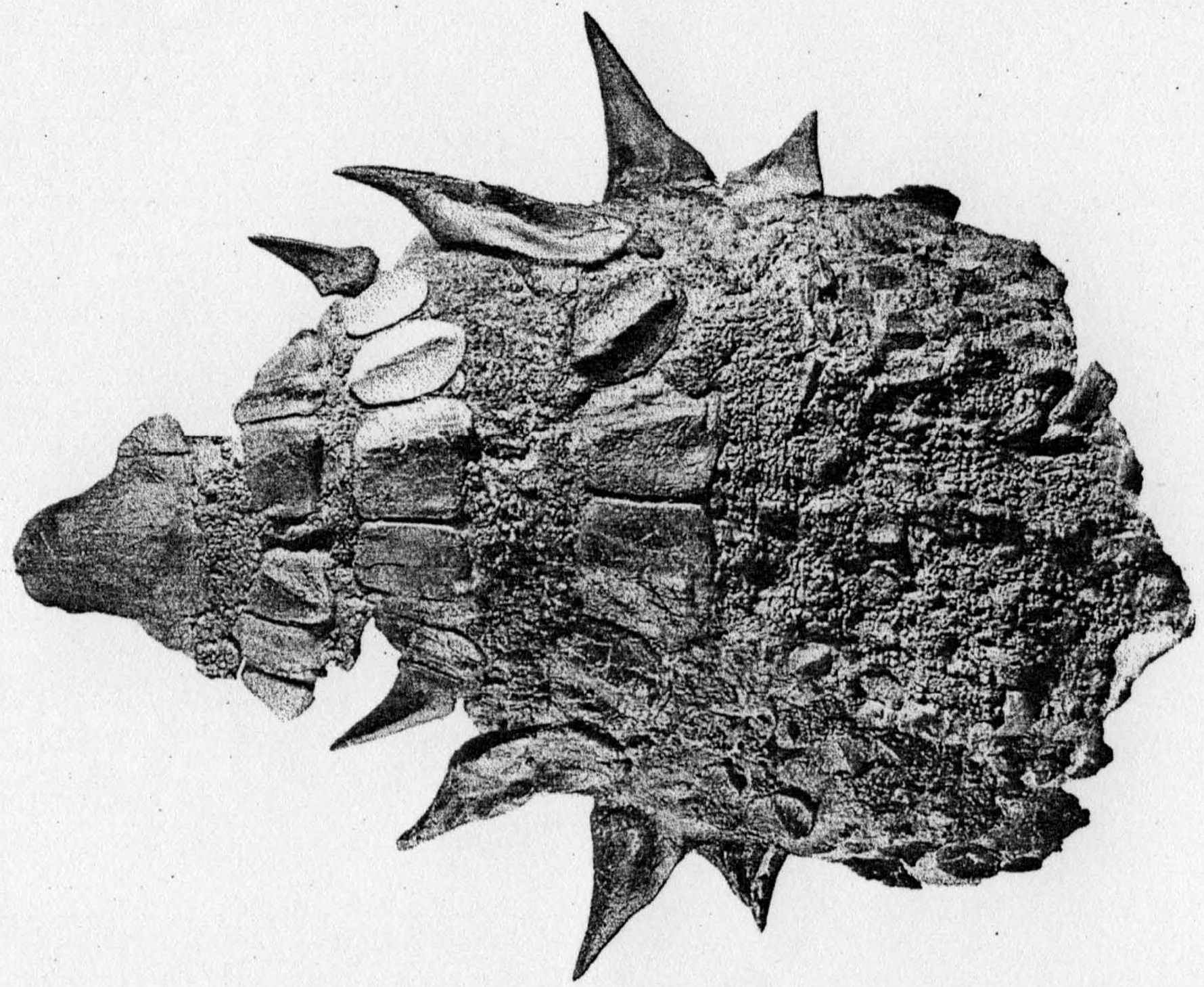
Armure fossile d'Edmontonia (vue de dessus).

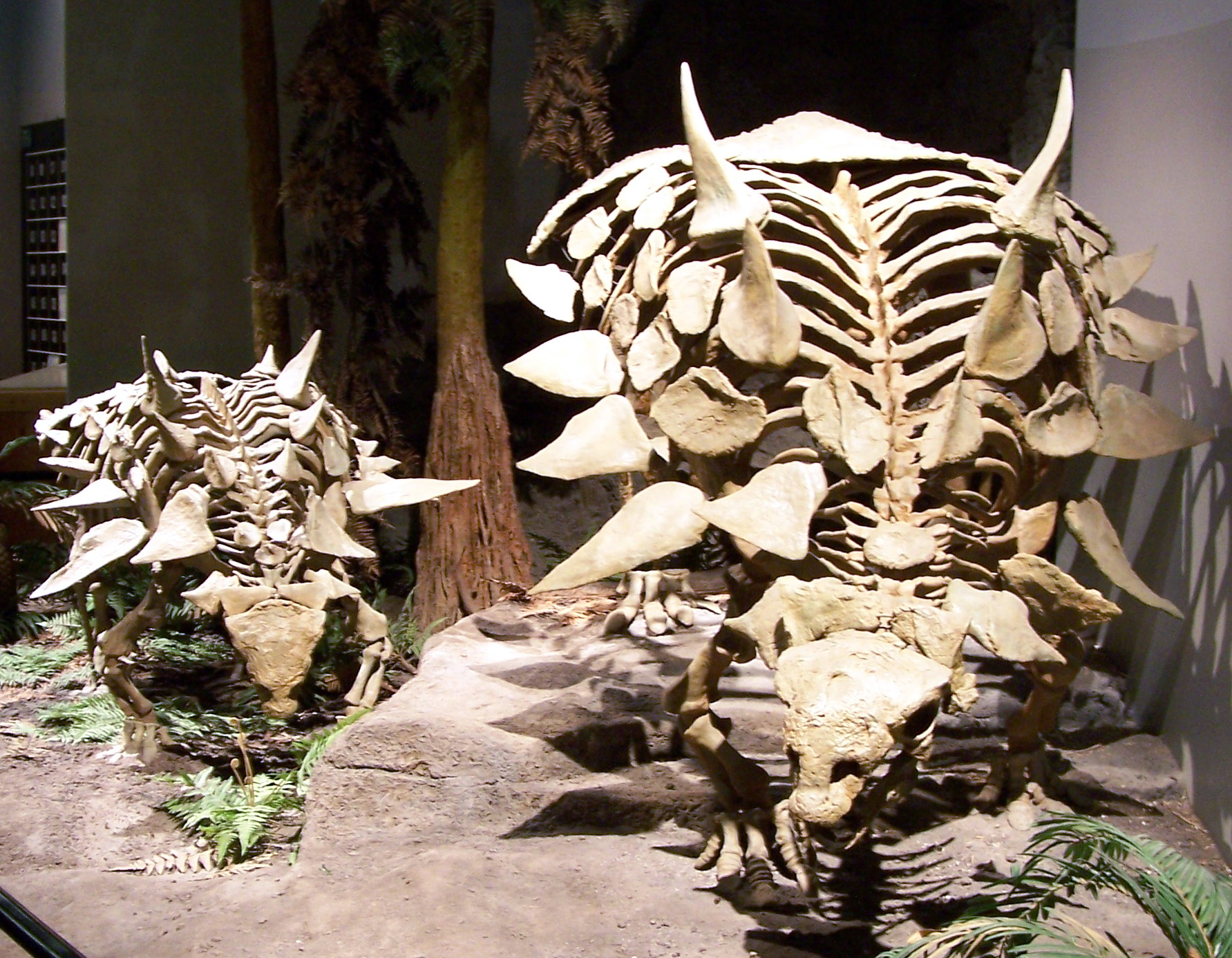
Squelettes reconstitués de deux Gastonia au North American Museum of Ancient Life.

La principale caractéristique des ankylosauriens est la présence, sur une grande partie du corps, de larges plaques osseuses dermiques, qui forment une armure caractérisant et protégeant l'animal. Ces plaques sont de forme rectangulaire ou ovale, disposées en rangées transversales ; elles présentent fréquemment une crête centrale. Des plaques de plus petite taille et des nodules se placent entre les plaques principales.
Le crâne est également recouvert d'une armure, incluant une plaque à l'arrière de la mandibule. Il est de très petite taille par rapport au corps de l'animal, cette proportion n'étant encore plus faible que chez les sauropodes.

## Paléobiologie
Leur corps est massif, proche du sol, porté par des membres courts et massifs. Les ankylosauriens se déplaçaient plutôt lentement à une vitesse maximale estimée à moins de 10 km/h.
Ils possèdent de petites dents triangulaires semblables à celles des stégosauriens. Leurs os hyoïdes sont de grande taille, prouvant ainsi qu'ils possédaient de longues langues souples. Ils montrent aussi un grand palais secondaire latéral, ce qui signifie qu'ils pouvaient respirer tout en mâchant, contrairement aux crocodiles. Leur région intestinale élargie suggère l'existence d'un processus de fermentation pour digérer leur nourriture, en utilisant des bactéries symbiotiques et la flore intestinale. Leur régime alimentaire se composait probablement de fougères, de cycas et d'angiospermes.

## Classification

### Historique
Le groupe des Ankylosauria a été créé par Henry Fairfield Osborn. Dans la classification classique, dite linnéenne, ce groupe est considéré soit comme un sous-ordre, soit comme un infra-ordre. Ce sont des dinosaures ornithischiens du clade des thyréophores où ils sont placés avec les stégosauriens qui eux portent à la fois des plaques osseuses redressées sur le dos et des piques sur le corps, en particulier au bout de la queue.

### Position des Ankylosauria dans le super-ordre des Dinosauria
Le cladogramme simplifié suivant représente seulement les taxons les plus importants :
|           | † thyréophores basaux                                           |
|           |                                                                 |
| †Eurypoda | \| \| †Ankylosauria \| \| \| \| \| \| † Stegosauria \| \| \| \| |
|           | \| \| †Ankylosauria \| \| \| \| \| \| † Stegosauria \| \| \| \| |
|           | †Ankylosauria                                                   |
|           |                                                                 |
|           | † Stegosauria                                                   |
|           |                                                                 |

|  | †Ankylosauria |
|  |               |
|  | † Stegosauria |
|  |               |

|           | † thyréophores basaux                                           |
|           |                                                                 |
| †Eurypoda | \| \| †Ankylosauria \| \| \| \| \| \| † Stegosauria \| \| \| \| |
|           | \| \| †Ankylosauria \| \| \| \| \| \| † Stegosauria \| \| \| \| |
|           | †Ankylosauria                                                   |
|           |                                                                 |
|           | † Stegosauria                                                   |
|           |                                                                 |

|  | †Ankylosauria |
|  |               |
|  | † Stegosauria |
|  |               |

|           | † thyréophores basaux                                           |
|           |                                                                 |
| †Eurypoda | \| \| †Ankylosauria \| \| \| \| \| \| † Stegosauria \| \| \| \| |
|           | \| \| †Ankylosauria \| \| \| \| \| \| † Stegosauria \| \| \| \| |
|           | †Ankylosauria                                                   |
|           |                                                                 |
|           | † Stegosauria                                                   |
|           |                                                                 |

|  | †Ankylosauria |
|  |               |
|  | † Stegosauria |
|  |               |

|           | † thyréophores basaux                                           |
|           |                                                                 |
| †Eurypoda | \| \| †Ankylosauria \| \| \| \| \| \| † Stegosauria \| \| \| \| |
|           | \| \| †Ankylosauria \| \| \| \| \| \| † Stegosauria \| \| \| \| |
|           | †Ankylosauria                                                   |
|           |                                                                 |
|           | † Stegosauria                                                   |
|           |                                                                 |

|  | †Ankylosauria |
|  |               |
|  | † Stegosauria |
|  |               |

### Taxonomie des Ankylosauria
Deux familles sont classiquement distinguées parmi les ankylosauriens, les Ankylosauridae et les Nodosauridae, auxquelles s'ajoutent diverses familles et sous-familles qui ne font pas consensus entre les paléontologues.

#### Ankylosauridae
- Ankylosauridae basaux :
  - Chuanqilong
  - Gobisaurus
  - Minmi[9]
  - Minotaurasaurus[10]
  - Shamosaurus
  - Ziapelta[11]
- Ankylosaurinae
  - Ankylosaurus
  - Euoplocephalus
  - Nodocephalosaurus
  - Pinacosaurus
  - Saichania
  - Talarurus
  - Tarchia
  - Tianzhenosaurus
  - Tsagantegia
  - Zaraapelta[12]

#### Nodosauridae
- - Animantarx
  - Borealopelta
  - Cedarpelta (Ankylosauridae ?)
  - Edmontonia
  - Glyptodontopelta[13]
  - Hylaeosaurus
  - Panoplosaurus
  - Pawpawsaurus
  - Peloroplites[14]
  - Sauropelta
  - Silvisaurus
  - Stegopelta
  - Zhongyuansaurus
- Struthiosaurinae
  - Anoplosaurus
  - Patagopelta
  - Europelta[4]
  - Hungarosaurus
  - Struthiosaurus

#### Polacanthidae
(ou sous-famille des Polacanthinae rattachée au Nodosauridae)
- - Gargoyleosaurus
  - Gastonia
  - Hoplitosaurus
  -  ? Mymoorapelta
  - Polacanthus
  - Taohelong[5]

#### Ankylosauriaincertae sedisetnomina dubia
(sélection)
- - Acanthopholis
  - Aletopelta (Ankylosauridae ?)
  - Antarctopelta
  - Bissektipelta
  - Crichtonsaurus
  - Dracopelta
  - Kunbarrasaurus
  - Liaoningosaurus (Nodosauridae ?)
  - Niobrarasaurus (Nodosauridae ?)
  - Nodosaurus (Nodosauridae ?)
  - Sarcolestes (Nodosauridae ?)
  - Sauroplites
  - Shanxia (Ankylosauridae ?)
  - Texasetes (Nodosauridae ?)
  - Zhejiangosaurus[15] (Nodosauridae ?)